# Elsa von Freytag-Loringhoven

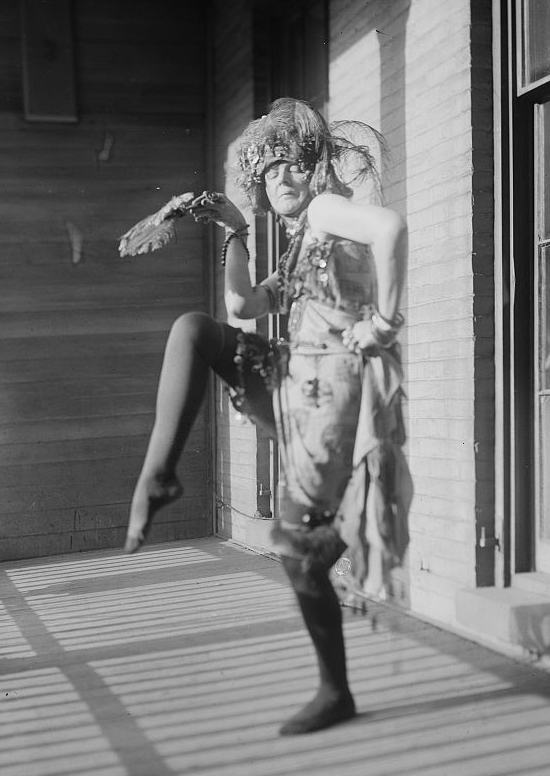

Barones Elsa von Freytag-Loringhoven, geboren Else Hildegard Plötz (Swinemünde 12 juli 1874 - Parijs, 15 december 1927) was een Duitse kunstenares: kunstschilder, model, schrijver en dichter.
Op jonge leeftijd trok ze naar Berlijn en trad op in de populaire tableau vivants. Pas in München, waar ze verkeerde in kunstenaarskringen, besloot ze haar artistieke ambities te volgen en verhuisde naar een kunstenaarscommune in Dachau. In 1904 keerde ze terug in Berlijn, waar ze, met haar toenmalige minnaar, de schrijver Felix Paul Greve onder het gezamenlijke pseudoniem Fanny Essler brieven en gedichten publiceerde. In 1913 trouwde ze in New York met baron Leopold von Freytag-Loringhoven, waardoor ze de titel barones kreeg.
Als vrije en onafhankelijke kunstenaar kwam ze in aanraking met Dada en ontmoette ze Marcel Duchamp, wat uitmondde in een platonische relatie. Haar lichaam was haar materiaal, zij was kunst.
De Fountain, het beroemde urinoir uit 1917 dat jarenlang gewoonlijk aan Duchamp wordt toeschreven, wordt door enkele hedendaagse kunsthistorici toegeschreven aan Freytag-Loringhoven. Die toeschrijving is echter door andere kunsthistorici weersproken.
Bijdragen in The Little Review bezorgden haar de titel van the mama of Dada. Na tien jaar keerde ze verarmd terug naar Europa. De barones kon bij de Berlijnse Dada geen aansluiting vinden. Met een visum kon ze naar Parijs, maar het bestaan bleef moeizaam. Ze stierf er op 15 december 1927 en werd begraven op de begraafplaats Père-Lachaise.
- Bibsys: 4037273
- Biblioteca Nacional de España: XX1790011
- Bibliothèque nationale de France: cb14584139h (data)
- Catàleg d'autoritats de noms i títols de Catalunya: 981058620085906706
- Gemeinsame Normdatei: 121772985
- International Standard Name Identifier: 0000 0000 7364 5564
- Library of Congress Control Number: n93074166
- Nationale Bibliotheek van Tsjechië: jx20100115003
- Nationale Bibliotheek van Israël: 987007509856605171
- Nederlandse Thesaurus van Auteursnamen: 240637682
- RKD-Nederlands Instituut voor Kunstgeschiedenis: 245132
- LIBRIS: 303434
- SNAC: w6wd4gp9
- Système universitaire de documentation: 074451847
- Union List of Artist Names: 500062531
- Virtual International Authority File: 19926916
- WorldCat: E39PBJvHhtfDpR37VjKgj3WCcP